# Ion Antonescu
Ion Antonescu (Pitești, 15 juni 1882 – Boekarest, 1 juni 1946) was een Roemeense maarschalk en fascistisch politicus. Van 1940 tot 1944 was hij premier van Roemenië.

## Levensloop
Antonescu stamde uit een Roemeens-orthodoxe familie. Zijn vader was militair. Een succesvolle militaire carrière (deelname aan de onderdrukking van de boerenopstand van 1907, de Tweede Balkanoorlog, en de Eerste Wereldoorlog) werd in 1933 beloond met een maarschalksstaf. Antonescu trouwde toen hij militair attaché in Londen was met een Frans-Joodse vrouw, van wie hij later scheidde. Hij was van 1937 tot 1938 minister van Defensie. Reeds voor de Tweede Wereldoorlog was hij een bewonderaar van het Duitse nationaalsocialisme en het Italiaanse fascisme.

### Tweede Wereldoorlog

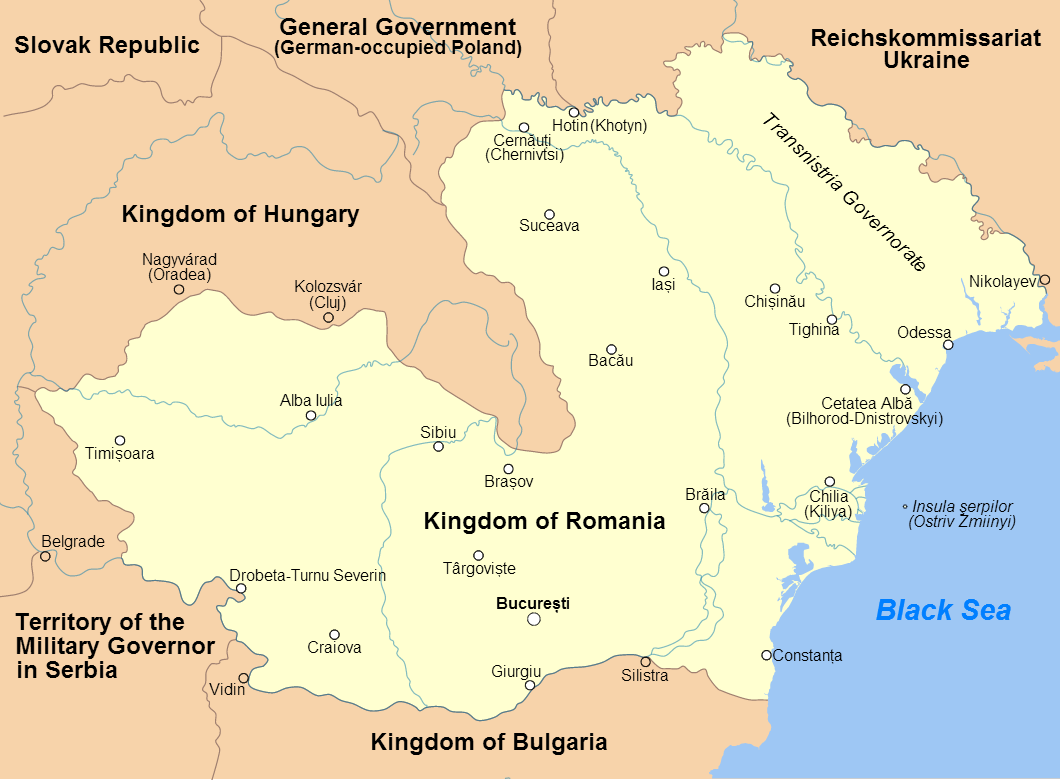
Roemenië 1941-1944

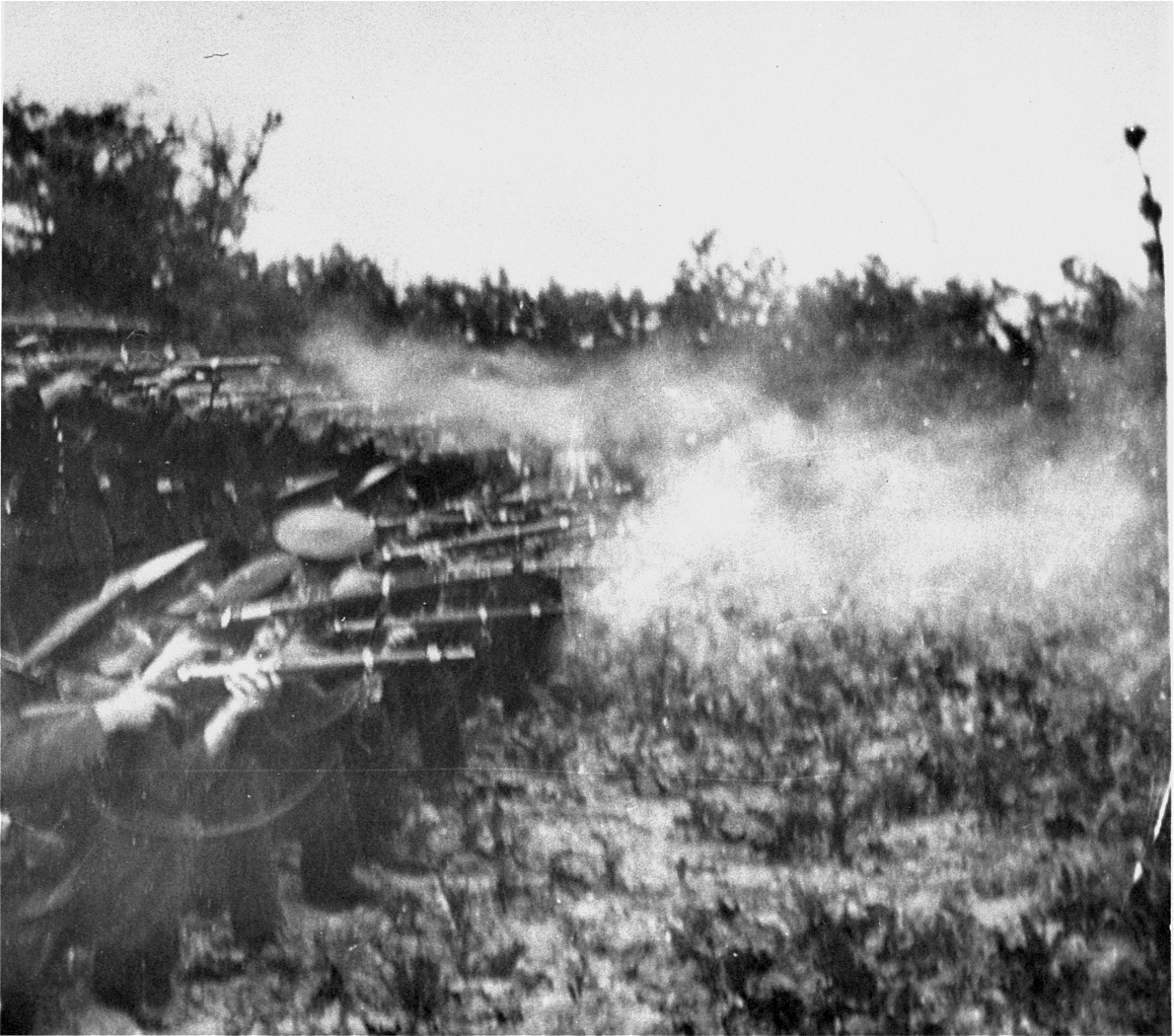
Executie van Antonescu in de gevangenis van fort Jilava in een buitenwijk van Boekarest. Met hem werden nog drie medestanders geëxecuteerd

Roemenië verloor bij de Tweede Scheidsrechterlijke Uitspraak van Wenen in de zomer van 1940 Noord-Boekovina en Bessarabië aan de Sovjet-Unie en Zuid-Dobroedzja aan Bulgarije. Na deze vernederingen besloot Antonescu om in te grijpen. Op 4 september 1940 zette hij koning Carol af en nam zelf als regent voor de minderjarige koning Michael van Roemenië op 5 september 1940 en als premier de leiding op zich. Vanaf 15 september liet hij zich 'conducator al statului' noemen (leider van de staat).
Antonescu vormde daarop een 'nationaal-legionaire' regering, waar ook de IJzeren Garde van Horia Sima deel van uitmaakte. De nieuwe regering sloot zich in november 1940 bij de As aan. In januari 1941 zette Antonescu (met steun van de Duitsers) de fel antisemitische IJzeren Garde uit de regering. Antonescu genoot het volledige vertrouwen van Adolf Hitler en stuurde 15 divisies naar het oostfront (1941) om tegen de Sovjet-Unie te vechten. Transnistrië en Bessarabië kwamen hierna onder Roemeens bestuur. Na de mislukte Slag om Stalingrad, trachtte Antonescu de kleinere As-staten te bundelen om tegen de geallieerden te vechten. Toen dit mislukte steunde hij zijn minister van Buitenlandse Zaken Mihai Antonescu (geen familie) met diens vredesinitiatieven.
Zijn binnenlands beleid kan men in twee fases opdelen:
- fase 1 (september 1940-januari 1941): De coalitie met de IJzeren Garde. Deze werd gekenmerkt door gruwelijk antisemitisme, pesterijen en dodelijk geweld tegen Joden en andere minderheden.
- fase 2 (januari 1941-augustus 1944): Deze periode werd gekenmerkt door de uitschakeling van de IJzeren Garde en door een soort (schijn)gematigdheid. De Zionistische Wereldfederatie (zie: zionisme) mocht vrij opereren om een 'oplossing te vinden voor het Joodse vraagstuk'. Zijn plannen om de Joden massaal naar Palestina over te brengen werden door de Engelsen tegengehouden. Onderwijl gingen de deportaties van Joden en anderen, met name naar het gouvernement Transnistrië, gewoon door. Door al deze maatregelen kwam ruim 60% van de Joodse bevolking (deze telde in totaal circa 500.000 personen) om het leven.

Op 23 augustus 1944 werd hij door koning Michael gearresteerd en eigenhandig door de koning in de koninklijke postzegelkluis opgesloten. Na de oorlog werd hij geëxecuteerd.

## Na zijn dood
Na de omwenteling van 1989, waarbij Nicolae Ceaușescu ten val kwam, kreeg Antonescu een soort heldenstatus omdat hij tegen de Russen, en dus ook tegen het communisme, gevochten had. In verscheidene steden werden standbeelden voor hem opgericht. In 2002 werden deze als "symbolen van fascisme en racisme" neergehaald.
Een commissie onder leiding van Elie Wiesel stelde in 2005 vast, dat Antonescu leiding had gegeven aan de vervolging en deportatie van Roemeense Joden.

## Militaire loopbaan
- Tweede luitenant: 1904[3]
- Eerste luitenant: 1908[3]
- Kapitein: 1913[3]
- Majoor: november 1916[3]
- Luitenant-kolonel: 1 september 1917[2]
- Kolonel: 1 april 1920[2][3]
- Brigadegeneraal: 10 mei 1931[2][3]
- Generaal-majoor: 25 december 1937[2][3]
- Luitenant-generaal: 1 juni 1940[2]- 16 september 1940[3]
- Generaal: 5 februari 1941[2][3]
- Maarschalk: 22 augustus 1941[2]- 21 augustus 1941[3]

## Onderscheidingen
- Orde van Michaël de Dappere, 1e en 2e (21 augustus 1941; beide klasse)[3], 3e klasse op 31 december 1919[3]
- Ridderkruis op 6 augustus 1941[4]
- IJzeren Kruis 1939, 1e klasse en 2e klasse[4]
- Gezamenlijke Piloot-Observatiebadge in Goud met Diamanten[4]
- Grootkruis in de Orde van het Vrijheidskruis met Zwaarden in 1944[4]
- Krimschild, gouden versie[4]

## Verwijzingen